# Condado de Malheur
O Condado de Malheur é um dos 36 condados do Estado americano do Oregon. A sede do condado é Vale, e sua maior cidade é Ontário. O condado possui uma área de 25 719 km² (dos quais 111 km² estão cobertos por água), uma população de 31 615 habitantes, e uma densidade populacional de 1 hab/km² (segundo o censo nacional de 2000). O condado foi fundado em 17 de fevereiro de 1887.